# Yanis Merdji
Yanis Merdji, né le 29 octobre 1993 à Roanne, est un footballeur professionnel français qui joue au poste d'attaquant aux Girondins de Bordeaux.

## Biographie

### Débuts en amateur (2012-2017)
Yanis Merdji commence sa carrière à Andrézieux où il jouera très peu (seulement 8 matchs). Il partira au club de Loire Nord sans réussite avant de rejoindre Domtac où il marquera 7 buts en une demi-saison avant d'inscrire 17 buts, la saison suivante. Ces performances au niveau régional lui ont permis de rejoindre le FC Limonest, club de CFA 2 où il explosera puisqu'en seulement 12 matchs, il inscrira 10 buts et délivra une passe décisive.

### Arrivée dans le monde professionnel (depuis 2017)

#### Bourg-en-Bresse (2017-2018)
Après un très bon début de saison au FC Limonest, Merdji signe son premier contrat professionnel, au Bourg-en-Bresse 01.
Durant son passage d'un an et demi au Bourg-en-Bresse 01, il inscrit 15 buts en 53 matchs de Ligue 2, 6 buts lors de la saison 2016-2017 et 9 buts lors de la saison 2017-2018. 

#### Transfert à l'AJ Auxerre (2018-2020)
Le 12 juin 2018, il s'engage avec l'AJ Auxerre. La première saison de Merdji en Bourgogne est compliquée puisqu'il joue seulement 15 matchs pour 3 buts inscrits. Sa seconde saison avec l'AJ Auxerre commence parfaitement avec 4 buts en 5 matchs mais le reste de la demi-saison avec l'AJA est compliquée avec aucun but inscrit en Ligue 2.

##### Prêt au Mans FC (2020)
Le 20 janvier 2020, il est prêté au Mans FC jusqu'au terme de la saison avec option d'achat. De janvier à mars 2020, il jouera 7 des 8 matchs (pour aucun but inscrit) avant que la pandémie de Covid-19 met fin aux championnats prématurément.

#### Passage à la Berrichonne de Châteauroux (2020-2021)
Le 25 novembre 2020, il est transféré au LB Châteauroux jusqu'en juin 2021. Il ne restera qu'une seule saison à Châteauroux, où il jouera 19 matchs pour 2 buts. Il quittera le club à la suite de la relégation de celui-ci en National.

#### Arrivée chez les Chamois niortais (2021-2023)
Après la relégation de la Berrichonne de Châteauroux, Yanis Merdji signe aux Chamois niortais. Il passe ensuite deux saisons aux Chamois niortais où il marquera seulement 4 buts en 58 matchs. Il quitte le club après la relégation de celui-ci en National.

#### Départ à l'US Concarneau (2023-2024)
Après avoir effectué un stage à l'UNFP, Merdji décide de rejoindre l'US Concarneau en août 2023, champion de National. Pour son second match avec les Thoniers, face à Annecy, il inscrit le premier but de l'histoire de l'US Concarneau en Ligue 2 sur une passe décisive de Romain Sans. Lors du match suivant, face à Quevilly, il inscrit son deuxième but avec les Thoniers et confirme un bon début de saison. Malgré avoir marqué un troisième but contre le Pau FC, Merdji ne parvient pas à s'imposer comme titulaire et joue très peu surtout depuis février 2024, il évolue en réserve. Il termine sa saison avec 3 buts inscrits mais aucune minute disputée en Ligue 2 depuis janvier.

#### Retour au monde amateur aux Girondins de Bordeaux (depuis 2024)
Sans club depuis son départ de l'US Concarneau, Merdji signe aux Girondins de Bordeaux, rétrogradés en National 2 par la DNCG,.

## Statistiques
| Saison                | Club                  | Championnat           | Championnat | Championnat | Championnat | Coupe nationale | Coupe nationale | Coupe nationale | Coupe de la Ligue | Coupe de la Ligue | Coupe de la Ligue | Barrages d'accession | Barrages d'accession | Barrages d'accession | Total | Total | Total |
| Saison                | Club                  | Division              | M.          | B.          | P.d.        | M.              | B.              | P.d.            | M.                | B.                | P.d.              | M.                   | B.                   | P.d.                 | M.    | B.    | P.d.  |
| 2012-2013             | ASF Andrézieux        | CFA 2                 | 1           | 0           | 0           | 0               | 0               | 0               | -                 | -                 | -                 | -                    | -                    | -                    | 1     | 0     | 0     |
| 2013-2014             | ASF Andrézieux        | CFA 2                 | 7           | 0           | 0           | 1               | 0               | 0               | -                 | -                 | -                 | -                    | -                    | -                    | 8     | 0     | 0     |
| Sous-total            | Sous-total            | Sous-total            | 8           | 0           | 0           | 1               | 0               | 0               | -                 | -                 | -                 | -                    | -                    | -                    | 9     | 0     | 0     |
| 2014-2015             | Loire Nord            | DHR                   | 0           | 0           | 0           | -               | -               | -               | -                 | -                 | -                 | -                    | -                    | -                    | 0     | 0     | 0     |
| 2014-2015             | Domtac                | DHR                   | 0           | 7           | 0           | -               | -               | -               | -                 | -                 | -                 | -                    | -                    | -                    | 0     | 7     | 0     |
| 2015-2016             | Domtac                | DHR                   | 0           | 17          | 0           | -               | -               | -               | -                 | -                 | -                 | -                    | -                    | -                    | 0     | 17    | 0     |
| Sous-total            | Sous-total            | Sous-total            | 0           | 24          | 0           | -               | -               | -               | -                 | -                 | -                 | -                    | -                    | -                    | 0     | 24    | 0     |
| 2016-2017             | FC Limonest           | CFA 2                 | 12          | 10          | 1           | 0               | 0               | 0               | -                 | -                 | -                 | -                    | -                    | -                    | 12    | 10    | 1     |
| 2016-2017             | FC Bourg-Péronnas     | Ligue 2               | 17          | 6           | 1           | 0               | 0               | 0               | 0                 | 0                 | 0                 | -                    | -                    | -                    | 17    | 6     | 1     |
| 2017-2018             | FC Bourg-Péronnas     | Ligue 2               | 35          | 9           | 3           | 5               | 1               | 0               | 1                 | 0                 | 0                 | 2                    | 0                    | 0                    | 43    | 10    | 3     |
| Sous-total            | Sous-total            | Sous-total            | 52          | 15          | 4           | 5               | 1               | 0               | 1                 | 0                 | 0                 | 2                    | 0                    | 0                    | 60    | 16    | 4     |
| 2018-2019             | AJ Auxerre            | Ligue 2               | 15          | 3           | 1           | 0               | 0               | 0               | 2                 | 0                 | 0                 | -                    | -                    | -                    | 17    | 3     | 1     |
| 2019-2020             | AJ Auxerre            | Ligue 2               | 14          | 4           | 0           | 2               | 1               | 0               | 1                 | 0                 | 0                 | -                    | -                    | -                    | 17    | 5     | 0     |
| Sous-total            | Sous-total            | Sous-total            | 29          | 7           | 1           | 2               | 1               | 0               | 3                 | 0                 | 0                 | -                    | -                    | -                    | 34    | 8     | 1     |
| 2019-2020             | Le Mans FC (prêt)     | Ligue 2               | 7           | 0           | 0           | -               | -               | -               | -                 | -                 | -                 | -                    | -                    | -                    | 7     | 0     | 0     |
| 2020-2021             | LB Châteauroux        | Ligue 2               | 18          | 2           | 0           | 1               | 0               | 0               | -                 | -                 | -                 | -                    | -                    | -                    | 19    | 2     | 0     |
| 2021-2022             | Chamois niortais      | Ligue 2               | 30          | 3           | 1           | 0               | 0               | 0               | -                 | -                 | -                 | -                    | -                    | -                    | 30    | 3     | 1     |
| 2022-2023             | Chamois niortais      | Ligue 2               | 28          | 1           | 0           | 4               | 1               | 1               | -                 | -                 | -                 | -                    | -                    | -                    | 32    | 2     | 1     |
| Sous-total            | Sous-total            | Sous-total            | 58          | 4           | 1           | 4               | 1               | 1               | -                 | -                 | -                 | -                    | -                    | -                    | 62    | 5     | 2     |
| 2023-2024             | US Concarneau         | Ligue 2               | 15          | 3           | 1           | 1               | 0               | 0               | -                 | -                 | -                 | -                    | -                    | -                    | 16    | 3     | 1     |
| 2024-2025             | Girondins de Bordeaux | National 2            | 27          | 8           | 1           | 6               | 5               | 0               | -                 | -                 | -                 | -                    | -                    | -                    | 33    | 13    | 1     |
| Total sur la carrière | Total sur la carrière | Total sur la carrière | 224         | 71          | 9           | 19              | 7               | 1               | 4                 | 0                 | 0                 | 2                    | 0                    | 0                    | 249   | 78    | 10    |